# Палеокастро (Кожани)
Палеокастро (грч. Παλαιόκαστρο) је насељено место у општини Горуша у периферији Западна Македонија, Грчка. Према попису из 2021. године било је 166 становника.
Према бугарском географу и историчару, Василу Канчову, у Палеокастру је 1900. године живело 217 Грка хришћана и 215 Грка муслимана (Валахади). Палеокастро се налази у области Населица, која је некада била насељена словенским становништвом које је касније хеленизовано. Године 1923. муслиманско становништво је принудно исељено у Турску. На попису из 1928. године Палеокастро је имао 322 становника.